# Tapa (Gemeinde)
Tapa (dt. Taps) ist eine Gemeinde im estnischen Kreis Lääne-Viru mit einer Fläche von 480 km². Sie hat 10.940 Einwohner (Stand: 1. Januar 2025).

## Geschichte
Ende des Jahres 2005 wurde die Gemeinde Tapa durch die Fusion der Stadt Tapa mit den Gemeinden Lehtse und Saksi ins Leben gerufen. Eine weitere Fusion mit der Gemeinde Tamsalu hat am Ende des Jahres 2017 stattgefunden.

### Einwohnerentwicklung
| Jahr      | 2006  | 2010  | 2011  | 2012  | 2013  | 2014  | 2015  | 2016  | 2017   | 2018   | 2025   |
| --------- | ----- | ----- | ----- | ----- | ----- | ----- | ----- | ----- | ------ | ------ | ------ |
| Einwohner | 8.953 | 8.453 | 8.325 | 8.221 | 7.776 | 7.849 | 7.739 | 7.578 | 11.169 | 11.049 | 10.940 |

## Gliederung
Der Verwaltungssitz von Tapa befindet sich in der gleichnamigen, zur Gemeinde gehörenden, Stadt Tapa. Daneben gehört seit 2017 auch die Stadt Tamsalu zur Gemeinde.
Weiterhin gehören zur Gemeinde die Minderstädte Lehtse und Sääse sowie die Dörfer Aavere, Alupere, Araski, Assamalla, Imastu, Jootme, Jäneda, Järsi, Järvajõe, Kadapiku, Kaeva, Karkuse, Kerguta, Koiduküla, Koplitaguse, Kuie, Kullenga, Kursi, Kuru, Kõrveküla, Lemmküla, Linnape, Loksa, Loksu, Lokuta, Läpi, Läste, Metskaevu, Moe, Naistevälja, Nõmmküla, Näo, Patika, Piilu, Piisupi, Porkuni, Pruuna, Põdrangu, Rabasaare, Raudla, Rägavere, Räsna, Saiakopli, Saksi, Sauvälja, Savalduma, Tõõrakõrve, Türje, Uudeküla, Vadiküla, Vahakulmu, Vajangu, Vistla, Võhmetu, Võhmuta.

## Politik

### Bürgervorsteher
- 2005–2009: Aleksander Sile, Estnische Zentrumspartei
- 2009–2016: Urmas Roosimägi, parteilos
- 2016–2017: Reigo Tamm, Estnische Reformpartei
- 2017–2018: Toomas Uudeberg, Regionalpartei Valgejõe
- seit 2018: Maksim Butšenkov, Estnische Zentrumspartei

### Bürgermeister
- 2005–2009: Kuno Rooba, Sozialdemokratische Partei Estlands
- 2009–2018: Alari Kirt, Pro-Patria- und Res-Publica-Union / Regionalpartei Valgejõe
- seit 2018: Riho Tell, Estnische Reformpartei

## Gemeindepartnerschaften
- Trosa in Schweden
- Akaa in Finnland
- Preetz in Schleswig-Holstein, Deutschland
- Cumberland in Maryland, USA, seit 1990/1991

## Persönlichkeiten der Gemeinde
- Gustav Reinhold Taubenheim (1795–1865), lutherischer Geistlicher
- Friedrich von Hoyningen-Huene (1843–1921), Lepidopterologe und Phänologe
- Nikolai Reek (1890–1942), Militär
- Artur Sirk (1900–1937), Politiker und Militär
- Rubin Teitelbaum (1907–1941), Gewichtheber
- Artur Rinne (1910–1984),  Opernsänger und Interpret populärer Musik
- Sara Teitelbaum (1910–1941), Leichtathletin
- Veera Saar (1912–2004), Schriftstellerin
- Juku Pent (1918–1991), deutscher Skilangläufer
- Ilmar Talve (1919–2007), Schriftsteller, Literaturwissenschafter und Ethnograph
- Ellen Niit (1928–2016), Schriftstellerin und Übersetzerin
- Kalvi Aluve (1929–2009), Architekt
- Priit Pärn (* 1946), Zeichentrick-Regisseur, Ehrenbürger von Tapa (2009)
- Raivo Mändmaa (* 1950), Architekt
- Urmas Lattikas (* 1960), Musiker
- Jaak Mae (* 1974), Sportler
- Dmitri Kruglov (* 1984), Fußballspieler
- Jevgeni Ossinovski (* 1986), Politiker
- Elina Born (* 1994), Sängerin